# Place de Verdun (Tarbes)
Pour les articles homonymes, voir Place de Verdun.
La place de Verdun est une place publique de la commune française de Tarbes, situé dans le quartier du centre-ville, département des Hautes-Pyrénées en région Occitanie. 
La place est située au lieu-dit Brauhauban, (canton de Tarbes 3). C'est le centre historique de la ville.

## Situation et accès

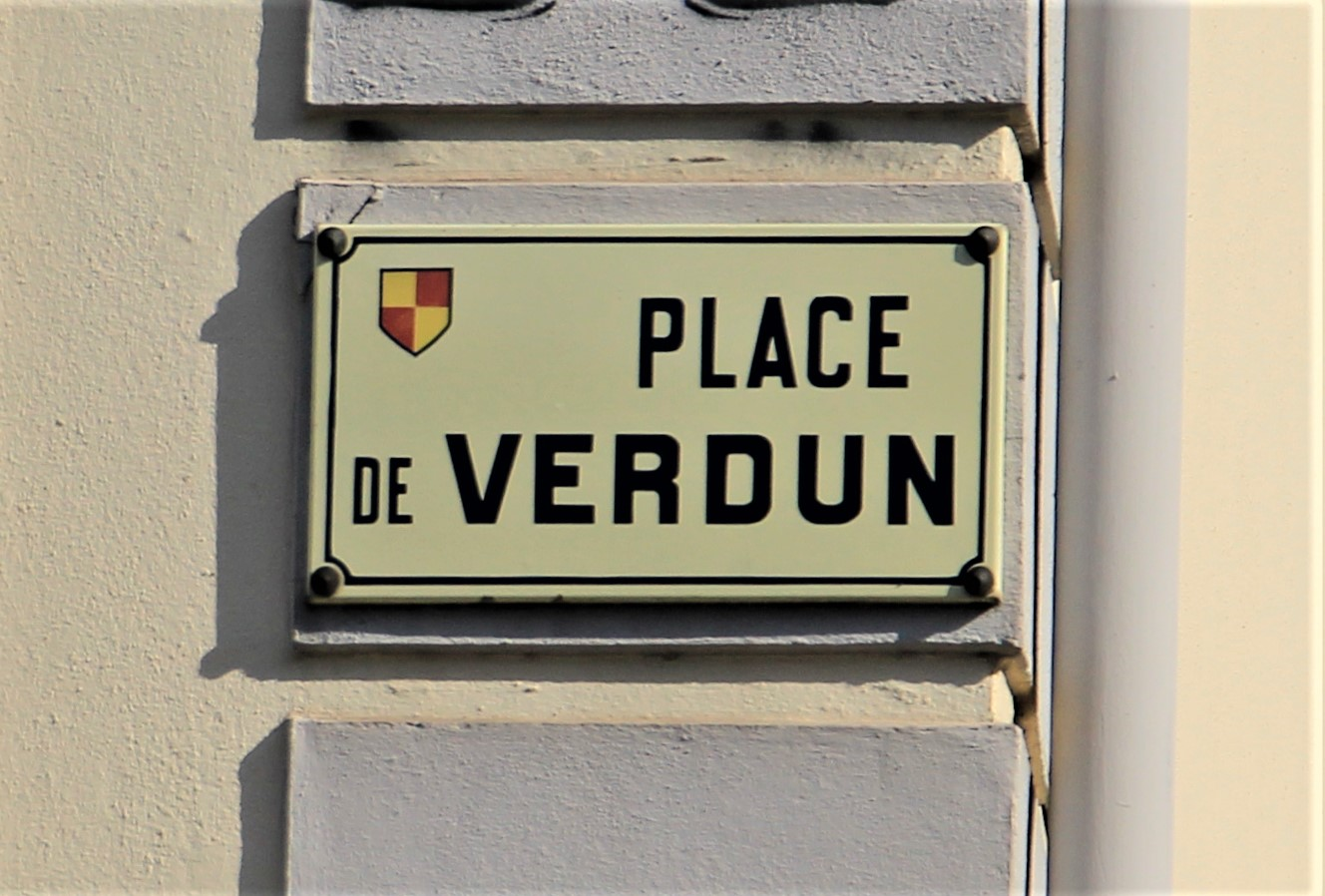
Plaque de la place

### Situation
En partant du nord, et dans le sens des aiguilles d'une montre, la place de Verdun donne accès aux voies suivantes, selon les références toponymiques fournies par le site géoportail de l'Institut géographique national :
- Nord : rue Massey
- Nord-est : rue Georges-Clemenceau
- Est : rue Brauhauban
- Sud-est : rue du Maréchal-Foch
- Sud: cours Gambetta
- Sud-ouest : avenue du Régiment de Bigorre
- Ouest : rue Abbé-Torné
- Nord-ouest : rue Georges-Lassalle

### Accès à pied
Le centre de la place est entièrement piétonnier et est accessible aux passants depuis n'importe quel point de la ville.

### Accès par les transports publics
La place est directement desservie par Keolis qui exploite les lignes urbaines de bus de transports en commun, avec la station centrale située au nord de la place. Une station de taxis est positionnée au nord-est du parvis.

## Description
Cette place forme un rectangle de 150 mètres de long, elle est entourée de bâtiments monumentaux datant, pour la plupart, de la fin du XIXe siècle et bordée de grands cafés, de restaurants et d'hôtels.
On y trouve depuis 1991 deux fontaines modernes conçues par Jean Max Llorca. La fontaine monumentale est franchissable par les piétons et la petite fontaine, baptisée « les Droits de l'enfant », est entourée de palmiers et est constituée d’une boule de granit poli de 1,5 t soutenue par un film d’eau sous pression.
Le lieu abrite également un parking en sous-sol dont l'entrée et la sortie se situe sur le côté est.

## Odonymie
La place de Verdun est dénommée sous ce nom le 28 septembre 1919, en souvenir de la bataille de Verdun qui s'est déroulée du 21 février au 18 décembre 1916 dans la région de Verdun en Lorraine, durant la Première Guerre mondiale.

## Historique
À l'origine, la place de Verdun se dénommait la « place de Maubourguet ». Sa forme actuelle date de 1991 lors de sa réfection complète avec la destruction du parking central pour en faire une esplanade qui accueille les terrasses des bars et restaurants et les différentes manifestations (concerts, défilés, fêtes…) et les voies de circulation au bord des édifices.

## Galerie d'images

Sélection de vues de la place de Verdun
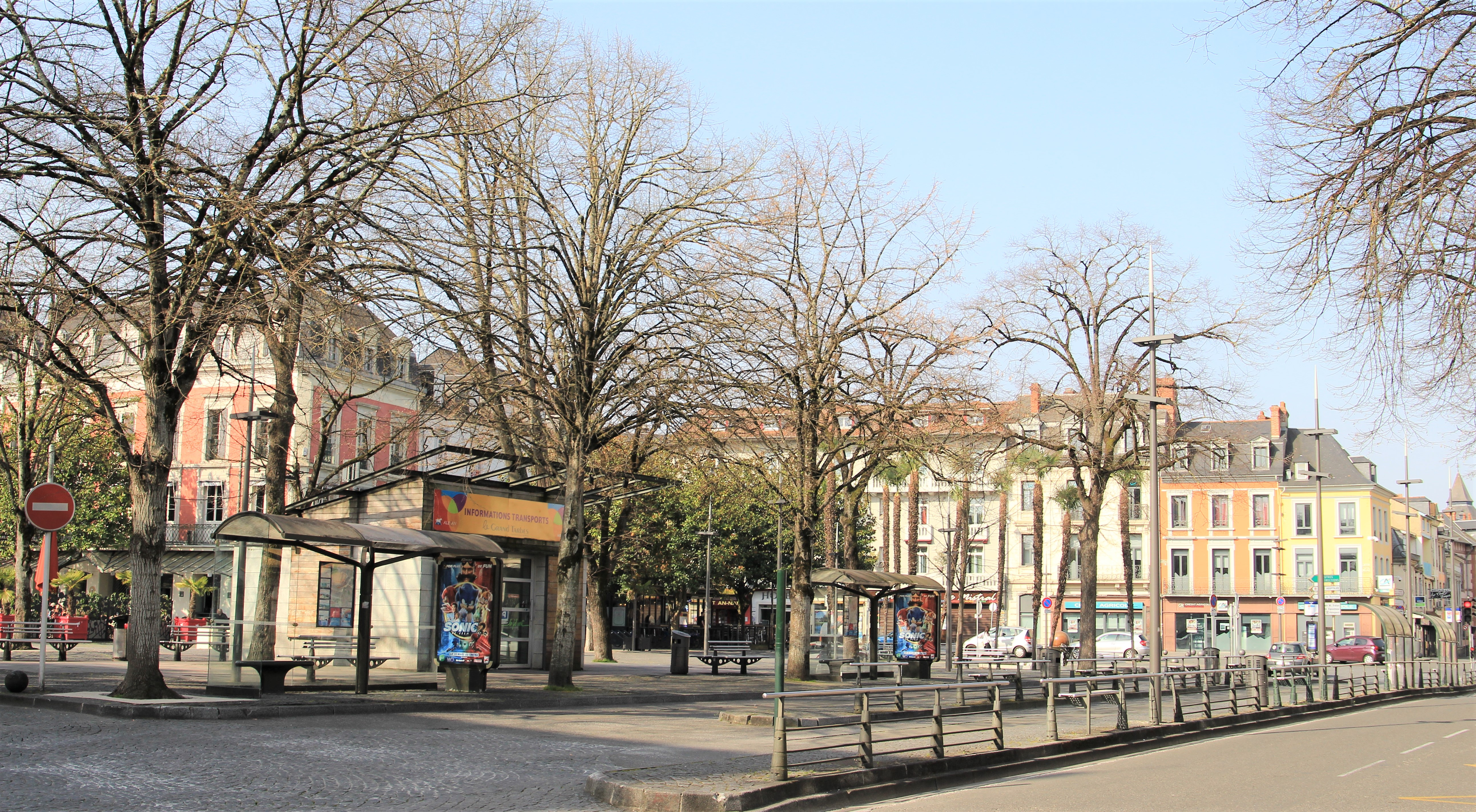
Partie nord.
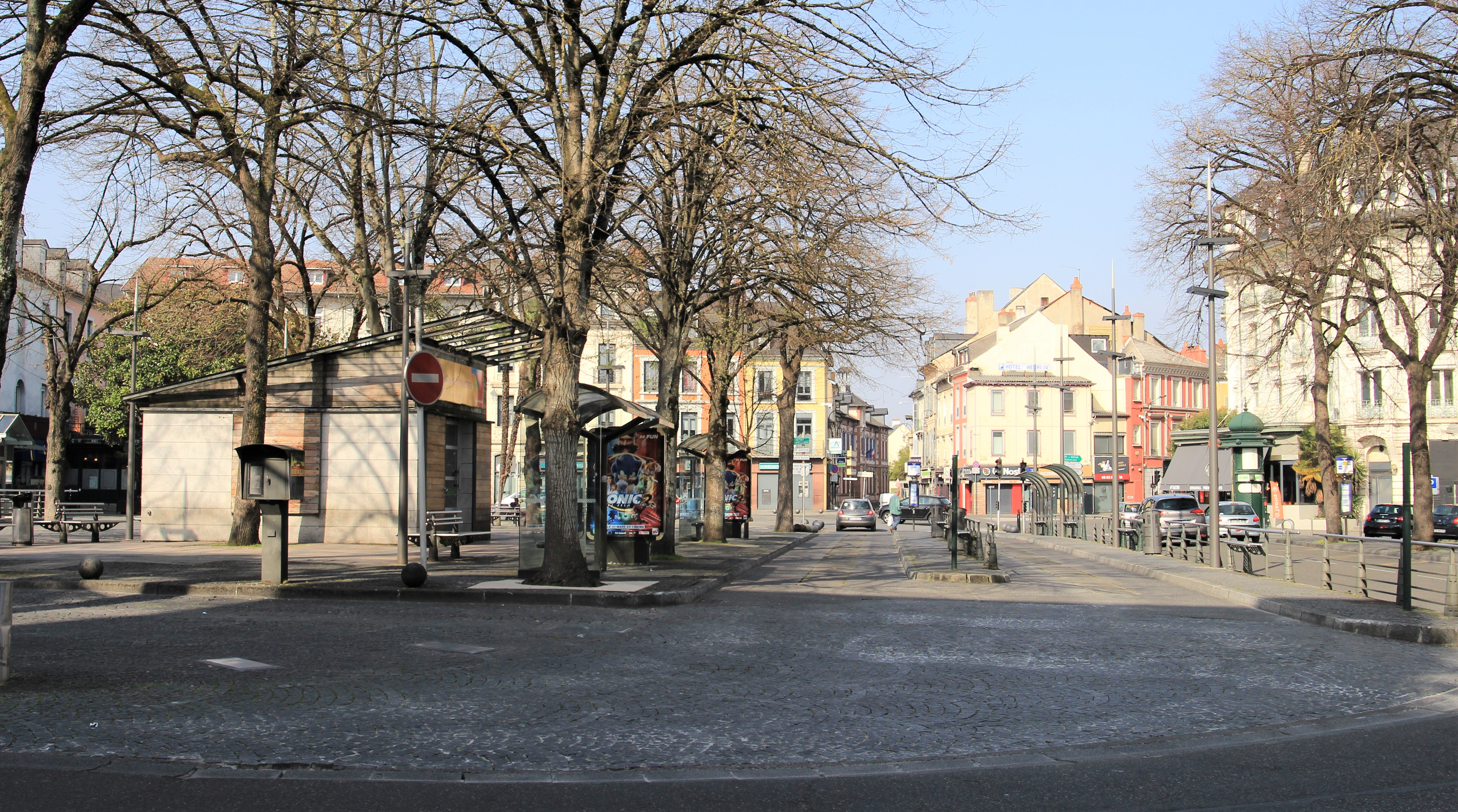
Les arrêts de bus.
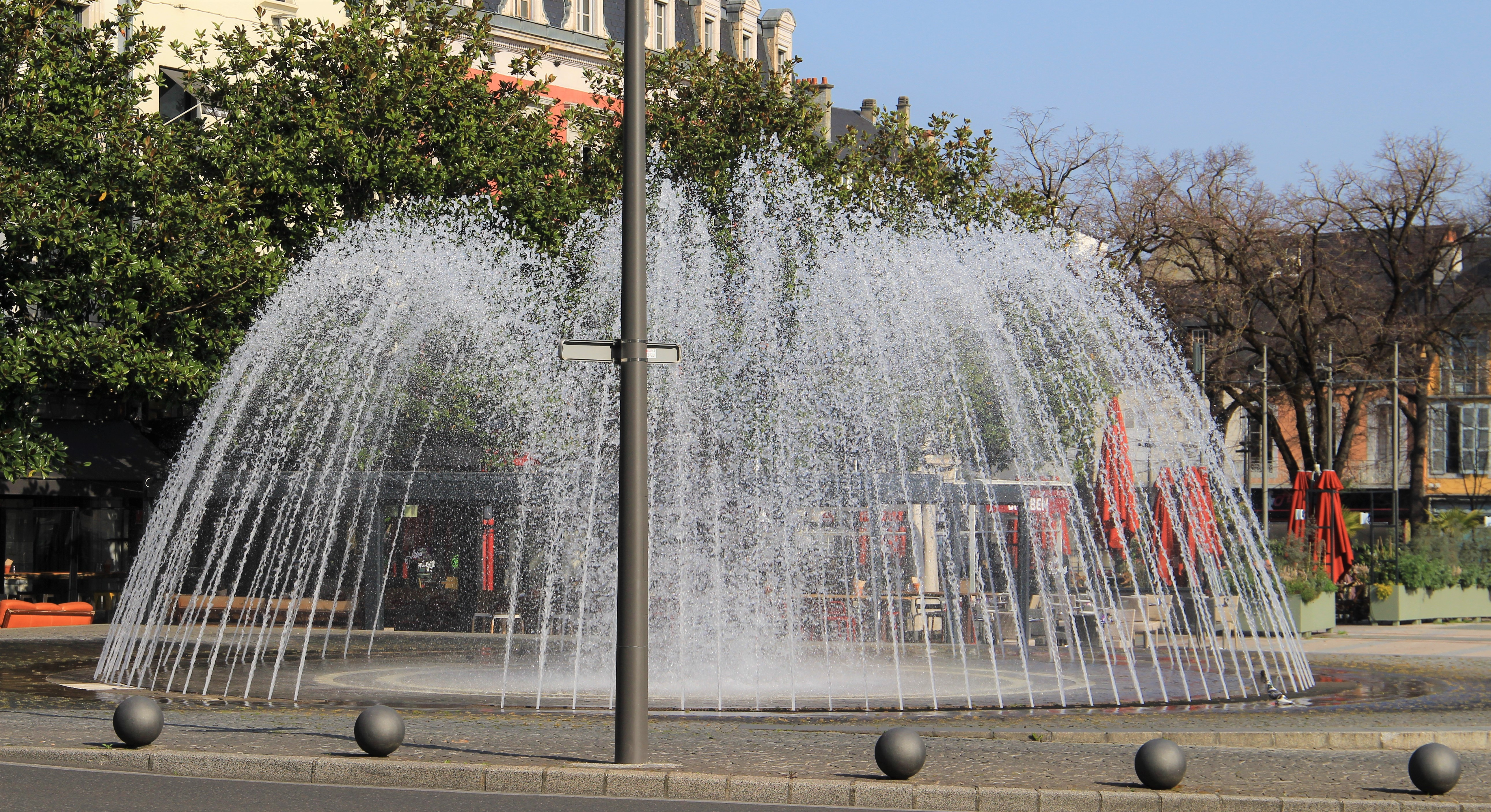
La fontaine.